# Sharif Fajardo
Sharif Karim Fajardo Blanding (New York, 9 giugno 1976) è un ex cestista statunitense con cittadinanza portoricana.

## Carriera
Dopo essersi laureato nel 1999 presso la University of Texas at El Paso, scende in campo nel campionato di Porto Rico (in cui giocava già nelle estati precedenti) e nella lega CBA con la franchigia dei La Crosse Bobcats. A seguito di un'altra stagione trascorsa tra campionato portoricano e lega CBA, approda per la prima volta in Italia con l'ingaggio da parte della Pallacanestro Messina, formazione di Legadue con cui colleziona 18,2 punti e 8,5 rimbalzi.
Nel luglio del 2002 il Basket Napoli, fresco di promozione in Serie A, mette Fajardo sotto contratto, ma rinuncerà alle sue prestazioni a causa di un infortunio al ginocchio sinistro e a causa della decisione del CONI (arrivata solo nel corso dell'estate) di ridurre a quattro il numero di atleti extracomunitari schierabili. Il lungo portoricano torna così agli Idaho Stampede, per poi trasferirsi nella massima serie greca all'Iraklio Creta.
Nella stagione 2003-04 fa il suo esordio effettivo nella Serie A italiana firmando con la Pallacanestro Trieste, con cui produce 15,1 punti e 7,3 rimbalzi nelle 28 partite disputate. Nell'estate del 2004 partecipa alle Olimpiadi di Atene con la Nazionale portoricana, formazione che all'esordio batté gli Stati Uniti per 92-73 e che chiuse poi la manifestazione al 6º posto.
Nel 2004-05 è di scena nella ProA francese con lo Strasbourg, apportando 14,2 punti e 4,8 rimbalzi alla formazione che quell'anno vincerà il titolo nazionale. Un anno più tardi comincia la stagione in Legadue alla Dinamo Sassari, ma la società sarda lo taglia dopo cinque partite. Passa quindi in Spagna al Lleida, squadra militante nella Liga LEB 2005-2006 ovvero la seconda serie nazionale, per poi chiudere la carriera tra Porto Rico, Bosnia-Erzegovina e Ungheria.

## Palmarès
- Campionato francese: 1

Strasburgo: 2004-05